# Aleksandr Maseikov
Aleksandr Maseikov (n. 26 iulie 1971, Moghilău, RSS Bielorusă, URSS) este un canoist ce a reprezentat Belarus, medaliat olimpic. A participat la 3 ediții ale Jocurilor Olimpice (1992, 1996, 2000) în care a câștigat o medalie de aur.